# Dysglyptogona dissimilis
Dysglyptogona dissimilis là một loài bướm đêm trong họ Noctuidae.